# Романчук Антін
Романчук Антін (1898, Львів — 1960, Нью-Йорк) — маляр-портретист, син Тита Романчука та онук Юліана Романчука.

## Біографія
Студіював у Швейцарії (Женевській Академії і в школі А. Журдена в Давосі), з 1920 жив у Італії, у 1940-их pp. у Німеччині, з 1950 у США.
Учасник виставок в Європі й США; портрети (музик І. Падеревського, Я. Кубеліка та ін.), краєвиди, натюрморти. Помер у Нью-Йорку і тут зберігаються його твори в Українському Інституті Америки.